# Шрейер, Джейк
Джейк Шрейер (англ. Jake Schreier; род. 29 сентября 1981, Беркли, США) — американский кинорежиссёр
 короткометражных и полнометражных фильмов, продюсер. Он также снимал музыкальные клипы и рекламные ролики.
Один из основателей студии Waverly Films. Свой первый полнометражный фильм «Робот и Фрэнк» снял в 2012 году.

## Биография
Родился в Беркли, штат Калифорния. Джейк Шрейер обучался в нью-йоркской школе искусств Тиш. Несколько лет играл на клавишах в группе Francis and the Lights, с которыми позднее работал в качестве клипмейкера.
Он также снимает рекламные ролики для продукции, например, водки Absolut и телефонов Verizon. Вместе со своими друзьями и коллегами стал одним из основателей творческого коллектива Waverly Films, где они продолжают совместную работу над проектами для кино, телевидения и интернета.